# 27-й армейский корпус (Российская империя)
27-й армейский корпус — общевойсковое соединение (армейский корпус) Русской императорской армии. Образован 2 сентября 1914 года.

## В составе
- с 10.10.1914 г. - во 2-й армии
- 17.02.-1.09.1915 г. - в 1-й армии
- 18.09.1915-1.07.1916 гг. - во 2-й армии
- 1.08.-17.12.1916 г. - в 1-й армии
- 1.02.-16.06.1917 г. - в 12-й армии
- 1.07.-??.12.1917 г. - в 5-й армии

Участие в Первой мировой войне
Корпус - активный участник Виленской операции в августе - сентябре 1915 г., Нарочской операции в марте 1916 г.

## Командиры
- 02.09.1914-20.12.1916 — генерал-лейтенант (с 06.12.1914 генерал от инфантерии) Баланин, Дмитрий Васильевич
- 31.12.1916-14.05.1917 — генерал-лейтенант Кузьмин-Короваев, Александр Николаевич
- 20.05.1917-? — генерал-лейтенант Рычков, Вениамин Вениаминович

## Состав
- 59-я пехотная дивизия
- 77-я пехотная дивизия